# Athyreus larseni
Athyreus larseni es una especie de coleóptero de la familia Geotrupidae.

## Distribución geográfica
Habita en Perú.